# Андре Льо Нотър
Андре Льо Нотър (на френски: André Le Nôtre) e френски ландшафт архитект и главен градинар на Луи XIV.
Негово дело са парковете на двореца Версай, Фонтенбло, Во льо Виконт и Шантийи, както и парковете „Сейнт Джеймс“ и „Гринуич“ в Лондон. Развива стила на ренесансовите градини и поставя началото на френските класически градини.

## Биография
Роден е на 12 март 1613 година в Париж, Франция, в семейство на градинари. Баща му, Жан Льо Нотр, както и дядо му са били кралски градинари на Луи XIII. Първата градина, проектирана от Льо Нотър, е паркът на замъка Ватини, в близост до Лил. Предполага се, че тя е проектирана около 1635 – 1637 г., когато той е на 22 – 24 години. След смъртта на баща си през 1637 г. той го наследява като кралски градинар в Тюйлери.
Първият голям проект на Андре Льо Нотър е градината на замъка Во льо Виконт, завършен през 1661 г. Той работи заедно с Луи Льо Во и Шарл Льобрюн. След успеха на този проект той е нает от Луи XIV да преустрои градините на Версайския дворец.
Умира на 15 септември 1700 година в Париж на 87-годишна възраст.

## Галерия
- „Любовната градина“ на двореца Во льо Виконт (1657 – 1661)
- Перспектива в градините на двореца Во льо Виконт
- Градините на двореца Шантий (1664 – 1668)
- Градините на двореца Шантий
- „Фонтанът на Латона“ на двореца Версай (1668 – 1670)
- „Оранжерията“ на двореца Версай
- Италианската градина на замъка Гурдон, Приморски Алпи
- Градините на Шато дьо Со (1670 – 1683)
- Градинско кътче с формата на кралската лилия в Кастър, департамент Тарн

## За него
- Garrigues, Dominique. Jardins et jardiniers de Versailles au Grand Siècle, Editions Champ Vallon, 2001 ISBN 2-87673-337-4
- Guiffrey, Jules. André Le Nostre (1613 – 1700), translator George Booth, Book Guild, 1986 ISBN 0-86332-151-8
- Hazlehurst, F. Hamilton. Gardens of Illusion: The Genius of André Le Nostre. Nashville, Tennessee: Vanderbilt University Press, 1980. ISBN 978-0-8265-1209-3.
- Mariage, Thierry. The World of André Le Nôtre, translator Graham Larkin, University of Pennsylvania Press, 1999 ISBN 0-8122-3468-5